# Cyphon hashimotorum
Cyphon hashimotorum là một loài bọ cánh cứng trong họ Scirtidae. Loài này được Yoshitomi miêu tả khoa học năm 1998.